# Frank Luke mlajši
Frank Luke mlajši, ameriški častnik, vojaški pilot in letalski as, * 19. maj 1897, Phoenix, Arizona, † 29. september 1918, Murvaux, Francija.
Luke je med prvo svetovno vojno dosegel 18 oz. 21 zračnih zmag.